# The Sims 2
The Sims 2 är ett amerikanskt datorspel, skapat av speldesignern Will Wright. Det är också uppföljaren till ett av världens mest sålda datorspel, The Sims. Spelet kom ut i Europa den 16 september 2004 och i USA den 17 september 2004. Det som skiljer The Sims 2 från föregångaren är bland annat att karaktärerna i spelet, "simmarna", växer upp och åldras i olika stadier, vilka är spädbarn, småbarn, barn, tonåringar, vuxna och till slut åldringar. Dessutom finns ett "gensystem" som gör att barnet liknar föräldrarna.
 
Grafiken har också ändrats till en 3D-grafik. Spelet finns till Windows och Macintosh, och även i olika utföranden till konsolerna Game Boy Advance, Nintendo DS, Gamecube, Playstation 2, Playstation Portable och Xbox. Uppföljaren The Sims 3 kom den 4 juni 2009 till Sverige.
Man kan spela i olika städer, som påminner om städerna i SimCity, och man kan utifrån mallar som finns i spelet skapa nya städer. Äger spelaren även SimCity 4 kan de från grunden skapa städer för att importera dem till Sims 2. Simmarna kan ta en taxi till köpcentrum och andra "allmänna tomter" och handla kläder, mat med mera, äta och roa sig på andra sätt. Både de kvinnliga och manliga simmarna kan bli gravida med allt vad det innebär av illamående etcetera. Män kan dock endast bli gravida om de rövas bort av utomjordingar efter att ha tillbringat tid vid sina teleskop.

## Beskrivning
Simmarna går igenom sex unika åldrar: spädbarn, småbarn, barn, tonåring, vuxen och åldring, (även en sjunde ålder inkluderades i expansionen The Sims 2: Studentliv "ung vuxen", (även kallad ungdom). Till skillnad från originalet The Sims, då simmar inte åldrades, så får man nu följa simmens utveckling "från vaggan till graven". Man kan vara med och styra simmens liv, bygga ett hus åt dem, skaffa dem ett jobb, bestämma vilka som ska vara deras vänner med mera.

### Skillnader mot The Sims 1
En sammanställning av påtagliga skillnader mellan originalspelen The Sims 2 och The Sims, utan expansioner:
- Sims 2 är i 3D med fritt rörligt perspektiv och steglös zoomning, medan Sims 1 är i isometriskt perspektiv.
- Simmar växer upp och åldras i The Sims 2.
- Veckodagar har införts i Sims 2, med omväxlande arbetsdagar och lediga dagar.
- En ny färdighet, städning, har tillkommit.
- Unika ansiktsdrag och hårfärg som går i arv till nästa generation.
- Flera olika maträtter, olika för frukost, lunch, middag och efterrätt.
- Ambitioner, som ger olika önskningar och farhågor. Om önskningar uppfylls så ökar ambitionspoängen och ger tillgång till bonusföremål. Uppfyllda farhågor ger negativa ambitionspoäng.
- Simmarnas kroppsform påverkas av träning och ätande.
- Träningskläder som används vid träning.
- Karriärsbelöningar - exklusiva föremål som blir tillgängliga när man nått en viss punkt i en karriär.
- Byggnader kan byggas med en grund. Man behöver i så fall en anslutande trappa för att komma in på entrévåningen.

## Utgåvor

### Grundspelets utgåvor
Electronic Arts har givit ut The Sims 2 i ett par olika utgåvor. Se även under samlingsutgåvor.
- The Sims 2 (en: The Sims 2) grundspelet som krävs för samtliga expansioner och prylpaket. Det var från början på CD-ROM men levereras numera på DVD.

- The Sims 2 Special DVD Edition grundspelet med lite extra på, såldes i samband med övergången till DVD och säljs alltjämt på vissa ställen.

### Expansionspaket
Electronic Arts beslutade i och med att expansionspaketen började släppas att samtliga efterföljande skulle få svenska namn. Nästan alla samtliga utkomna expansioner till The Sims 2 har idag ett namn som slutar på -liv. I nästan varje expansion finns en ny varelse med, till exempel vampyr eller varulv.
- The Sims 2: Studentliv (engelska: The Sims 2: University) släpptes den 10 mars 2005. I expansionen The Sims 2: Studentliv är det dags för simmarna att börja på universitet. Där får de välja en inriktning till en viss linje beroende på vad de vill studera. Det är upp till en själv om man vill bli en riktig plugghäst eller om man bara vill partaja och larva sig genom hela studenttiden. Man kan också bli avstängd från universitetet, och då är det bara att åka hem igen. Varelse: Zombie.

- The Sims 2: Nattliv (engelska: The Sims 2: Nightlife) släpptes den 15 september 2005 i Europa. I expansionen The Sims 2: Nattliv kan man bege sig ut för romans och/eller festligheter. Man får tillgång till att köpa bilar åt sina simmar. Man kan kalla nattliv för en bättre expansion av "Hot date" som förekom i det första spelet. Nattliv erbjuder mycket nöjesliv. Simmarna kan träffa sin själsfrände eller så kan man bege sig till city för att bara ha kul. I Nattliv kan simmarna träffa och bli bitna av vampyrer. Varelse: Vampyr.

- The Sims 2: Arbetsliv (engelska: The Sims 2: Open for Business) släpptes 2 mars 2006. I expansionen The Sims 2: Arbetsliv får man ge sig in i simmarnas arbetsdag som chef för butiker, frisersalonger eller restauranger. Man kan anställa folk eller sparka onödigt/slarvigt folk och utveckla företaget med olika belöningar. Varelse: Robot.

- The Sims 2: Djurliv (engelska: The Sims 2: Pets) släpptes 19 oktober 2006. I denna expansionen kan man nu skaffa husdjur till sina simmar, bland annat katter, hundar eller ullråttor (Marsvin). Man kan antingen adoptera eller köpa ett djur i butik, och sköta om dem. Men om djuren missköts kan de omhändertas. Varelse: Varulv.

- The Sims 2: Året runt (engelska: The Sims 2: Seasons) släpptes den 1 mars 2007. Finns endast på DVD-Rom. Nu kan simmarna roa sig i alla fyra årstider! Ha snöbollskrig på vintern, hoppa i lövhögar på hösten, fånga eldflugor och fjärilar på sommaren och våren. Odla egna grönsaker och frukter, bli medlem i trädgårdsklubben och bli en plantsim. Varelse: Plantsim.

- The Sims 2: Jorden runt (engelska: The Sims 2: Bon Voyage) är den sjätte expansionen till The Sims 2. Expansionen släpptes den 6 september 2007. I denna expansion kan simmarna resa till olika resmål, totalt tre stycken; Takemizubyn (asiatisk by), Tresjön (amerikansk nationalpark) och Twikkiiön (tropisk ö). På resmålen kan man bland annat lära sig nya förmågor, exempelvis av en ninja eller en eldslukare. Varelse: Storfot.

- The Sims 2: Fritid (engelska: The Sims 2: Free Time) är den sjunde expansionen till The Sims 2 och släpptes i Sverige 28 februari, 2008. I denna expansion kan simmarna syssla med kreativa, intellektuella eller aktiva fritidssysselsättningar. Efter att ha nått en viss intressegrad kan simmarna gå med i olika intressegrupper, läsa om sin hobby i tidningen, surfa på nätet där de kan roa sig och träffa andra simmar med samma intressen. Varelse: Ande.

- The Sims 2: Livet i lägenhet (engelska: The Sims 2: Apartment Life) är den åttonde och sista expansionen. Expansionen släpptes den 28 augusti 2008. Simmarna kan nu bo i lägenheter. De kan även bli häxor och trollkarlar. Dessutom finns det ett antal nya färdigheter att lära sig och en ny dödsorsak, nämligen att dö i ett sängskåp. Varelse: Häxa, Trollkarl.

Observera: Alla spel från och med The Sims 2: Året Runt finns endast på dvd-rom (och även The Sims 2, dvs. första spelet), medan alla tidigare expansioner finns endast på cd-rom. I samband med "Året Runt" bröts traditionen med att titeln ska sluta på "liv". Sims-spelare fick nämligen via en omröstning på hemsidan TheSims.se välja titel, och "Året Runt" vann överlägset.

## Tabell över expansionerna
| Namn             | Windows-släppdatum | Windows-släppdatum | Mac OS-släppdatum | Tillägg                                                                                          | Byggnader & kvarter               | Nya simmar                                                                         | Varelse     | Yrken                                                              |
| Namn             | Nordamerika        | Europa             | Mac OS-släppdatum | Tillägg                                                                                          | Byggnader & kvarter               | Nya simmar                                                                         | Varelse     | Yrken                                                              |
| ---------------- | ------------------ | ------------------ | ----------------- | ------------------------------------------------------------------------------------------------ | --------------------------------- | ---------------------------------------------------------------------------------- | ----------- | ------------------------------------------------------------------ |
| Studentliv       | 1 mars, 2005       | 2 mars, 2005       | 12 december, 2005 | Ungdom, livsönskningar, spratt, inflytande, hemliga sällskap                                     | Universitetsområden               | Baristas, maskotar, cheerleaders, studenter, professorer, kafeteriabiträden        | Zombier     | Naturforskare, Underhållning, Konstnär, Övernaturligt              |
| Nattliv          | 15 september 2005  | 15 september 2005  | 27 mars 2006      | Dejter, utflykter, njutningsambition, personkemi, privata bilar                                  | City                              | Dejtservice, servitörer, bartendrar, kockar m.fl.                                  | Vampyrer    | Inga                                                               |
| Arbetsliv        | 2 mars, 2006       | 2 mars, 2006       | 4 september, 2006 | Företag, företagsfördelar, talangmedaljer, hissar                                                | Blå lagunen                       | Reportrar, frisörer                                                                | Robotar     | Egen företagare                                                    |
| Djurliv          | 17 oktober, 2006   | 20 oktober, 2006   | 6 november, 2006  | Hundar, katter, burfåglar, ullråttor, djuraffärer, tipssamling                                   | Inga                              | Djurpoliser, lydnadstränare,vargar, skunkar                                        | Varulvar    | Djuryrken: Säkerhet, underhållning och service                     |
| Året runt        | 1 mars, 2007       | 2 mars, 2007       | 11 juni, 2007     | Väder, utekläder, årstider, fiske, odling                                                        | Blomdalen                         | Trädgårdsklubbmedlemmar, pingviner                                                 | Plantsimmar | Äventyr, utbildning, gamer, journalistik, juridik och musik        |
| Jorden runt      | 4 september, 2007  | 7 september, 2007  | 23 december, 2007 | Hotell och semesterhus i tropikerna, fjärran östern och bergen, stränder, grävande efter skatter | Twikkiön, Tresjön och Takemizubyn | Elddansare, portierer, hotellstädare, ficktjuvar, turguider, ninjor, pirater m.fl. | Storfot     | Inga                                                               |
| Fritid           | 26 februari, 2008  | 29 februari, 2008  | TBA               | Hobbies, sport, balett, bilrenovering, keramik, sömnad                                           | Åstundardalen                     | Hobbymedlemmar, Rod Humble                                                         | Ande        | Havsforskning, underrättelsetjänst, dans, arkitektur, underhållare |
| Livet i lägenhet | 27 augusti 2008    | 28 augusti 2008    | TBA               | Lägenheter, spiraltrappor, klädkammare, innertak                                                 | Belladonnabukten                  | Grannar, hyresvärdar, inneboende                                                   | Häxor       | Inga                                                               |

### Prylpaket
I och med The Sims 2: Julpaketet inledde Electronic Arts en ny typ av tillägg, kallade prylpaket, vilket består av en skiva med främst nya officiella föremål till The Sims 2. Dessa räknas inte som expansioner och har normalt inte några större förändringar och tillägg som en expansion har.
- The Sims 2: Julpaketet (en: The Sims 2: Christmas Party Pack (UK) / The Sims 2: Holiday Party Pack (US)) släpptes 17 november 2005. Fira jul med simmarna!

- The Sims 2: Kul För Familjen (en: The Sims 2: Family Fun Stuff) släpptes 13 april 2006. Här kan man göra sitt barns rum till kanske en undervattensvärld eller sagoslott!

- The Sims 2: Glitter & Glamour (en: The Sims 2: Glamour Life Stuff) nytt prylpaket som släpptes den 31 augusti 2006. Ge simmarna lite lyx!

- The Sims 2: Klappat & Klart (en: The Sims 2: Festive Holiday Stuff (UK) / The Sims 2: Happy Holiday Stuff (US)) nytt prylpaket som släpptes den 9 november 2006. Detta prylpaket innehåller alla prylar från Julpaketet, samt ytterligare 20 helt nya prylar. De som har Julpaketet kan istället välja minipaketet Klappat & Klart som bara innehåller dessa 20 nya prylar.

- The Sims 2: Fest & Bröllop! (en: The Sims 2: Celebration! Stuff) nytt prylpaket som nämns i en teaser som medföljer Året Runt - expansionspaket. Releasedatumet var den 6 april 2007.

- The Sims 2: H&M Fashion (en: The Sims 2: H&M Fashion) nytt prylpaket med release i juni 2007, något svenskt datum är ej angivet, men antagligen torsdagen den 7 juni då den släpps i USA den 5 juni. Klä simmarna i kläder från den populära klädkedjan H & M.

- The Sims 2: Tonårsprylar (en: The Sims 2: Teen Style Stuff) nytt prylpaket med release torsdagen den 8 november 2007 [3]. Innehåller tre tonårstemata: "Goth", "Surfare" och "Societet".

- The Sims 2: Kök & Badrum Heminredning (en: The Sims 2: Kitchen & Bath Interior Design Stuff) nytt prylpaket med release 17 april 2008 i Sverige.[4] Skapa drömbadrum och kök med nya möbler, inredningsdetaljer och kläder!

- The Sims 2: IKEA Heminredning (en: The Sims 2: IKEA Home Stuff) nytt prylpaket med release 24 juni 2008.

- The Sims 2: Herrgård & trädgård (en: The Sims 2: Mansion & Garden Stuff) nytt prylpaket som går ut på att skapa snygga trädgårdar med de tre nya stilarna; Marocko, Art Deco och Empir.

### Minipaket
The Sims 2: Klappat & Klart Minipaket (en: The Sims 2: Happy Holiday Mini Stuff Pack) release den 9 november 2006. 
The Sims 2: Julpaket kom ut 2005, men Maxis släppte ytterligare en utgåva 2006 och gav den namnet The Sims 2: Klappat & Klart Prylpaket. Tanken var att de som inte köpt julpaketet 2005, nu skulle få ytterligare en chans till detta. Skillnaderna mellan de båda utgåvorna är små, men The Sims 2: Klappat & Klart Prylpaket innehåller 20 extra prylar som alltså inte ingår i Julpaketet ifrån 2005.
Det kan tyckas onödigt att köpa The Sims 2: Klappat & Klart Prylpaket om man redan har The Sims 2: Julpaket, eftersom skillnaderna är så små. Maxis gav därför alla de som redan hade Julpaketet en chans till att enbart få köpa de 20 nya föremålen som tillkommit i The Sims 2: Klappat & Klart Prylpaket. Denna lilla utgåva kallas The Sims 2: Klappat & Klart Minipaket och kunde bara köpas via EA Link.

### Samlingsutgåvor
- The Sims 2: Julutgåva (engelska: The Sims 2: Holiday Edition) den 14 september 2006 meddelade EA Games att det kommer att komma en julutgåva som innehåller The Sims 2 och The Sims 2: Klappat och Klart. Det släpptes den 9 november 2006.

- The Sims 2: Deluxe (engelska: The Sims 2: Deluxe) släpptes den 3 maj 2007. Dock har den inte släppts i Sverige och det är inte heller säkert att den släpps i Sverige alls. Detta är en samlingsutgåva innehållande The Sims 2, The Sims 2: Nattliv samt en bonus DVD.

- The Sims 2: Limited Edition [5] (engelska: The Sims 2: Limited Edition) släpptes 4 september 2007 i USA. Dock har den inte släppts i Sverige och den kommer aldrig att  släppas i Sverige alls. Detta är en samlingsutgåva innehållande The Sims 2: Deluxe samt The Sims 2: Jorden runt.

- The Sims 2: Double Deluxe (engelska: The Sims 2: Double Deluxe) släpptes 2008. Har släppts i Sverige. Detta är en samlingsutgåva innehållande The Sims 2, The Sims 2: Nattliv, The Sims 2: Fest & bröllop samt en bonus DVD.

### Konsol
- The Sims 2 (engelska: The Sims 2) släpptes till Nintendo DS, Nintendo Game Boy Advance, Nintendo GameCube, PlayStation 2 och Microsoft Xbox den 4 november 2005. Spelet kom till PlayStation Portable vid slutet av samma år, och finns även tillgängligt på mobiltelefoner.

- The Sims 2: Pets (engelska: The Sims 2: Pets) släpptes också till PlayStation 2, GameCube, PSP, Nintendo DS, likväl som Game Boy Advance, samt till Nintendo Wii. Finns även till mobiltelefoner. Spelet är översatt till svenska för Playstation 2 och heter där The Sims 2: Djurliv.

- The Sims 2 Castaway[6]. (engelska: The Sims 2: Castaway) släpptes till Nintendo Wii, PlayStation Portable samt PlayStation 2. Spelet är översatt till svenska för Playstation 2 och heter The Sims 2: Skeppsbruten.

## Framtiden
Den 2 november 2006 hade Electronic Arts en presskonferens där de berättade lite om vad som kommer. Enligt den så har arbetet påbörjats för uppföljaren av The Sims 2, det vill säga The Sims 3. Då berättade man att The Sims 3 skulle släppas den 19 februari 2009, releasen framflyttades dock till 4 juni 2009.
Under våren 2007 kommer en ny produktserie till Windows som är helt fristående från The Sims, The Sims 2 och deras respektive expansioner och prylpaket. Denna kallas The Sims Historier och den 8 februari 2007 utkom första produkten i serien, kallad The Sims Livets Historier. The Sims Livets Historier är anpassat för laptop.

## Demoversion
En demoversion kallad The Sims 2 för Nybörjare finns tillgänglig.
I demoversionen får man pröva på att bygga en egen sim och kan sedan importera den till fullversionen. Se nedan för nedladdningslänk.

## Systemkrav
256MB RAM (384 MB rekommenderas för Windows 2000/XP) (vid minst 5 expansioner, trol. inkl. prylpaket krävs minst 512 MB), minst 3,5 GB ledig hårddisk, 32MB grafikkort med stöd för Transform & Lighting och DirectX 9.0, 8x Cd/Dvd, Intel Pentium III 800 MHz (krävs mer ju senare expansioner man har, 1.3 GHz krävs för Djurliv), ljudkort med stöd för DirectX 9.0, Windows 98/2000/Me/XP/Vista

## Fansite
ModTheSims2 är ett exempel på en gratis fansajt för The Sims 2. Sajten erbjuder användarna att ladda upp objekt (som till exempel kläder och möbler) till spelet som de skapat själv, som sedan andra användare kan ladda ned. På sidan finns även handledning och hjälp rörande spelet. Sidan har även en "vuxen" avdelning med nedladdning av material som kräver att man är över 18+